# 羅明才
羅明才（1967年1月15日—），中華民國政治人物，中國國民黨籍，現任新北市第十一選舉區立法委員，2024年亦成為目前立法院黨團中最資深的「八連霸」立委（若以屆數計則打平共八屆的翁重鈞、洪秀柱及黃昭順）。

## 家庭
其父羅福助為天道盟創辦人、也是有名「黑道立委」，2012年獲罪潛逃大陸並被通緝至今，目前疑化名「付祝」定居广东省深圳市；胞兄羅明旭曾擔任國民黨籍臺灣省議會議員。對於羅福助的下落，羅明才對外皆表示不知情，但羅福助留在臺灣的產業，仍被羅明才接手經營對於羅福助的下落，羅明才對外皆表示不知情，但羅福助留在臺灣的產業，仍被羅明才接手經營。

## 生平
參選1991年國大代表當選，之後並參選1998年立法委員選舉，當選後連任八屆立委，並曾於2008年和2012年以全臺北縣、新北市的第一高票連任成功。曾任立法院財政經濟委員會召集委員。
2024年4月，與傅崐萁及其他16名中國國民黨籍立法委員赴中國大陸參訪，並會見中國共產黨中央政治局常委、政協主席王滬寧和國台辦主任宋濤等人，討論兩岸交流相關事項，並宣稱兩岸為一家人。

#### 面臨罷免
2025年初，羅明才被選民發起罷免，經過連署，中選會在7月18日公告成案，將於8月23日投票。
推動罷免羅明才的公民團體「拔羅波」就曾指出，他們經常遇到困難，即便是要尋找固定連署站點，都遭遇阻礙。團隊曾在深坑區租下一個停車格，結果被通知要立即撤除車棚，並立即終止還剩17 天的租約，而據團隊了解，是來自不具名的立委與議員的強勢施壓。

## 立場與觀點

### 太陽花學運
羅明才反對太陽花學運，並批評參與者是屁孩。

### 兩岸關係
羅明才認為臺灣應該要和中國大陸保持溝通，並且推動兩岸和平協議。

## 爭議

### 「中南部都鄉下拿鋤頭戴斗笠」
|                          | 建設有輕重緩急，人口稀少的中南部鄉下，卻要把捷運延伸，「拿著鋤頭，搭捷運去種田嗎？」 |
| ——國民黨立委 羅明才 2017 |                                                                                      |

此話一出隨即有從小在南部長大的媒體人投書表示抗議：
|                          | 有份針對「前瞻基礎建設」所做的民調亦顯示，支持軌道建設的比例有5成多，但在台北、新北卻只有4成的人支持。也就是說，有些人的想法是雙北有捷運就好，其他縣市就不必了，就算蓋了捷運，縣市政府你養得起嗎？這心態充滿階級歧視，唯雙北獨尊。甚至國民黨立委羅明才口出狂言：中南部蓋捷運是要拿鋤頭坐捷運去種田嗎？同樣納稅、同樣生活在台灣，南北居民卻是兩種不同的風景和待遇。 |
| ——資深媒體人 王時齊 2017 | |

民進黨立委林靜儀提到，這種話羅明才先前才講過，「今天審法條再講一次，還得意洋洋！」並感嘆，「中南部拿鋤頭凍田水養出這樣心態的國會議員！」

### 涉嫌多起借貸案
2001年檢察機關在函請警方將羅福助提報流氓的同時，也函請金融單位清查了他的銀行徵信資料，結果發現，羅家三父子名下向銀行的借款雖然不多，但是由三人出面向銀行擔保的個人或企業貸款竟超過四十億元。

### 擅闖民主進步黨競選總部辦公室
2008年3月12日，總統大選前夕，羅明才、費鴻泰、羅淑蕾及陳杰等四名中國國民黨立委擅闖民主進步黨謝長廷與蘇貞昌之總統副總統候選人競選總部，聲稱要勘查有無違法使用，反而被控無故侵入他人住宅。此事件被輿論稱為是濫用立委權責的「四傻踢館」，一度造成中國國民黨籍總統候選人馬英九選情緊繃，後該黨主席吳伯雄帶著4人鞠躬道歉。

### 失言風波
2011年5月1日總統馬英九及行政院長吳敦義前往新北市就業博覽會視察，陪同的羅明才於媒體採訪時失言稱：「他們（走上街頭參加五一勞動節示威遊行的民眾）應該遊行來這個地方，這邊工作這麼多，他們不來找。」隨後馬總統緩頰：「我們都會去聽取訴求，然後做好相關改善工作。」羅明才因而被參加遊行的民眾及網友批評為說風涼話、何不食肉糜。

### 投票支持濫徵農地
在大埔事件發生後的2011年12月，羅明才等37位中國國民黨立委仍投票支持護航被指為浮濫圈地惡法的《土地徵收條例》修正案，持續縱容農業區土地遭「非公益、無必要性、無聽證程序、無環境影響評估、無合理補償」地不當徵收並壓迫全國的弱勢農民，而被台灣農村陣線等公民團體列入用選票抵制踐踏台灣人民與土地正義之利委名單。

### 財政委員會監督爭議
國寶人壽與幸福人壽因不當經營與遭主事者惡意掏空而造成大筆負債。其中幸福人壽係中國國民黨黨營事業，該黨於2000年政黨輪替後以「繳黨費，送保險」之優渥保單為招攬手段吸收鞏固黨員，黨員可獲40萬元保障，保戶好處之大為業界僅見。虧空後又因該黨黨產可能被充公而不願增資，放任幸福人壽前董事長鄧文聰等將已虧損的公司一再淘空，還讓馬英九政府於2015年先送303億元人民血汗錢，把國寶、幸福人壽2家問題公司賠售(賣方還要倒貼)給國泰人壽，加上2012年另賠付翁大銘國華人壽的883億元，已負債累累向銀行舉債的保險安定基金共賠付國華、國寶、幸福人壽近1200億元，讓國庫大失血。民間團體向長期擔任立法院財政委員會召集委員的羅明才抗議負責監督金管會與保險安定基金的該委員會把關失職，「立法院一路放水，金管會賠付變陪富！」民團痛批上億的金錢在權貴手上宛如流水，要求財委會還給人民公道。律師賴中強也質疑，中國國民黨黨產未還，為什麼還要全民幫國民黨「賠付」幸福人壽「入黨送保險」所造成的負債？

### 多次提案對股市大戶限縮減徵或延期課徵證券交易所得稅、廢除該稅
羅明才於2014年在立法院提案將《所得稅法》第14條之2條「境內居住個人一年度出售證券金額合計超過10億元」的大戶，應就超過部分加徵千分之一證所稅的「股市大戶條款」門檻調高五倍至50億未果，又另提案通過將原訂於2015年上路的該條款開徵時間延後3年。2015年再提案完全廢除證券交易所得稅。財政部與金管會資料顯示2013年度交易10億元大戶（約810人）中，約有7%的人是0稅率而不用繳稅；47%的人綜所稅率在5%以下，一年所繳的所得稅低於2萬5千元；83％的人一年繳稅不到4萬，遠遠低於八成以上的辛苦上班族。這些人總計僅繳稅163萬。這些維護有錢人的舉動被批評違反「量能課稅」、「有所得就應課稅」之原則，累積大量財富卻不用繳稅，加深貧富差距、世代階級鴻溝，劫貧濟富導致民怨日升，大開稅改倒車。但羅明才竟對財政部長張盛和說：「你要公平正義，倒不如學習北韓。」台股成交量下滑的原因包括資金流入房地產、外資調整台股權重、和台股本身從散戶為主的淺碟市場逐漸深化為外資、法人、共同基金為主的結構性轉變，「用證所稅一個理由解釋台股成交量下滑，是有心人刻意誤導。」

### 「大香山招待所」爭議
2024年羅明才被爆出在大香山山坡地設有「大香山招待所」，會在此招待金融相關官員唱歌、「溝通事情」，引發風紀疑慮。

### 偏好「發紅包」模式公共財政管理
他被認為偏好民粹、破壞財政紀律的「發紅包」模式，被一些人批評。COVID-19疫情期間，羅對時任行政院長蘇貞昌表示，政府與其推行紓困振興政策，不如每位國民發 1 萬元，還說如果國家缺錢的話，官員不如去找他。到了2024年，他再度建議政府發 1 萬元紅包給每個人，時任行政院長陳建仁則批評，這是在亂開支票、是不負責的作法。

### 被指控違法開發土地
2023年11月，民主進步黨立委參選人曾柏瑜指控，羅明才家族在新店大香山違法開發土地。羅明才未回應指控。

## 選舉紀錄
| 年份   | 選舉屆數               | 選舉區             | 所屬政黨   | 得票數   | 得票率 | 當選標記 |
| ------ | ---------------------- | ------------------ | ---------- | -------- | ------ | -------- |
| 1991年 | 第二屆國民大會代表選舉 | 台北縣第六選舉區   | 中國國民黨 | 2萬2402  | 19.9%  |          |
| 1998年 | 第四屆立法委員選舉     | 台北縣第三選舉區   | 中國國民黨 | 4萬3298  | 9.22%  |          |
| 2001年 | 第五屆立法委員選舉     | 台北縣第三選舉區   | 中國國民黨 | 3萬4845  | 5.93%  |          |
| 2004年 | 第六屆立法委員選舉     | 台北縣第三選舉區   | 中國國民黨 | 4萬5395  | 8.54%  |          |
| 2008年 | 第七屆立法委員選舉     | 台北縣第十一選舉區 | 中國國民黨 | 10萬5601 | 69.69% |          |
| 2012年 | 第八屆立法委員選舉     | 新北市第十一選舉區 | 中國國民黨 | 13萬2426 | 66.56% |          |
| 2016年 | 第九屆立法委員選舉     | 新北市第十一選舉區 | 中國國民黨 | 9萬3962  | 51%    |          |
| 2020年 | 第十屆立法委員選舉     | 新北市第十一選舉區 | 中國國民黨 | 12萬4714 | 58.37% |          |
| 2024年 | 第十一屆立法委員選舉   | 新北市第十一選舉區 | 中國國民黨 | 12萬3399 | 59.38% |          |

## 家庭
其父羅福助為天道盟創辦人、前立法委員，2012年被依炒股、偽造文書被判刑，後潛逃出境而被通緝至今。
胞兄羅明旭曾擔任中國國民黨籍臺灣省議會議員。

## 外部連結
- 羅明才的Facebook專頁
- YouTube上的羅明才頻道